# RFL Championship 1909-10
La Northern Rugby Football Union Championship de 1909-10 fue la decimoquinta temporada del torneo de rugby league más importante de Inglaterra.

## Formato
Las divisiones 1 y 2 fueron combinadas, enfrentándose a nivel de los condados de Lancashire y Yorkshire y posteriormente confeccionado una tabla global, esto provocó que los equipos enfrentaran una cantidad desigual de encuentros.
Posteriormente los cuatro mejores clasificados según el porcentaje de victorias clasificaron a las semifinales.
Se otorgaron 2 puntos por cada victoria, 1 por el empate y 0 por la derrota.

## Desarrollo

### Tabla de posiciones
| Pos. | Equipo               | Encuentros | Encuentros | Encuentros | Encuentros | Tantos | Tantos | Puntos | Porcentaje de triunfos |
| Pos. | Equipo               | PJ         | PG         | PE         | PP         | F      | C      | Puntos | Porcentaje de triunfos |
| ---- | -------------------- | ---------- | ---------- | ---------- | ---------- | ------ | ------ | ------ | ---------------------- |
| 1    | Oldham RLFC          | 34         | 29         | 2          | 3          | 604    | 184    | 60     | 88.23                  |
| 2    | Salford              | 31         | 24         | 1          | 6          | 387    | 210    | 49     | 79.03                  |
| 3    | Wigan                | 30         | 23         | 1          | 6          | 545    | 169    | 47     | 78.33                  |
| 4    | Wakefield Trinity    | 32         | 24         | 0          | 8          | 435    | 242    | 48     | 75                     |
| 5    | Keighley Cougars     | 28         | 19         | 0          | 9          | 382    | 242    | 38     | 67.85                  |
| 6    | Leeds                | 34         | 21         | 1          | 12         | 451    | 317    | 43     | 63.26                  |
| 7    | Warrington           | 34         | 20         | 2          | 12         | 408    | 252    | 42     | 61.76                  |
| 8    | Huddersfield         | 34         | 21         | 0          | 13         | 477    | 301    | 42     | 61.76                  |
| 9    | Halifax RLFC         | 34         | 21         | 0          | 13         | 395    | 269    | 42     | 61.76                  |
| 10   | St. Helens           | 31         | 18         | 2          | 11         | 468    | 367    | 38     | 61.29                  |
| 11   | Hull Kingston Rovers | 35         | 19         | 1          | 15         | 410    | 376    | 39     | 55.71                  |
| 12   | Leigh                | 32         | 15         | 5          | 12         | 218    | 206    | 35     | 54.68                  |
| 13   | Hull                 | 36         | 19         | 0          | 17         | 456    | 373    | 38     | 52.77                  |
| 14   | Batley Bulldogs      | 33         | 16         | 2          | 15         | 313    | 201    | 34     | 51.51                  |
| 15   | Hunslet FC           | 32         | 16         | 0          | 16         | 321    | 347    | 32     | 50                     |
| 16   | Runcorn RFC          | 30         | 14         | 1          | 15         | 232    | 317    | 29     | 48.33                  |
| 17   | Ebbw Vale RLFC       | 24         | 9          | 2          | 13         | 156    | 211    | 20     | 41.66                  |
| 18   | Widnes Vikings       | 28         | 10         | 3          | 15         | 152    | 244    | 23     | 41.07                  |
| 19   | Rochdale Hornets     | 32         | 13         | 0          | 19         | 272    | 371    | 26     | 40.62                  |
| 20   | Dewsbury Rams        | 30         | 11         | 1          | 18         | 253    | 338    | 23     | 38.33                  |
| 21   | Swinton Lions        | 30         | 10         | 2          | 18         | 203    | 306    | 22     | 36.66                  |
| 22   | Broughton Rangers    | 34         | 10         | 2          | 22         | 295    | 498    | 22     | 32.35                  |
| 23   | Bradford Northern    | 34         | 9          | 1          | 24         | 176    | 388    | 19     | 27.94                  |
| 24   | York FC              | 30         | 6          | 1          | 23         | 269    | 473    | 13     | 21.66                  |
| 25   | Bramley RLFC         | 29         | 6          | 0          | 23         | 181    | 532    | 12     | 20.68                  |
| 26   | Barrow Raiders       | 28         | 5          | 1          | 22         | 146    | 377    | 11     | 19.64                  |
| 27   | Merthyr Tydfil RLFC  | 21         | 2          | 1          | 18         | 94     | 354    | 5      | 11.9                   |
| 28   | Treherbert RLFC      | 12         | 0          | 0          | 12         | 55     | 289    | 0      | 0                      |

|  | Semifinalistas. |

### Semifinales
| 1910 | Oldham | 12 - 6 | Wakefield Trinity |  |  |

| 1910 | Salford | 6 - 17 | Wigan |  |  |

### Final
| 1910 | Wigan | 7 - 13 | Oldham |  |  |

| Bandera de Inglaterra |
| Campeón Oldham RLFC   |
| Segundo título        |